# ويليام فاغنر
ويليام فاغنر (بالإنجليزية: William Wagner)‏ هو ممثل أمريكي، ولد في 7 نوفمبر 1883 بنيويورك في الولايات المتحدة، وتوفي في 11 مارس 1964 بهوليوود في الولايات المتحدة.

## أعمال

### أفلام
- (1934) حدث ذات ليلة
- (1936) تعال وخذها
- (1945) مغامرة
- (1948) جان دارك

## وصلات خارجية
- ويليام فاغنر على موقع IMDb (الإنجليزية)
- ويليام فاغنر على موقع ألو سيني (الفرنسية)
- ويليام فاغنر على موقع أول موفي (الإنجليزية)
- ويليام فاغنر على موقع قاعدة بيانات برودواي على الإنترنت (الإنجليزية)
- ويليام فاغنر على موقع قاعدة بيانات الأفلام السويدية (السويدية)
- ويليام فاغنر على موقع قاعدة بيانات الفيلم (الإنجليزية)
- ويليام فاغنر على موقع كينوبويسك (الروسية)